# Mo Xi
Mo Xi, cirka 1600 f.Kr., var en kinesisk kunglighet. Hon var favoritgemål till Jie av Xia, den sista kungen av Xiadynastin. I traditionell kinesisk historieskrivning har hon, i likhet med Shangdynastins Daji och Zhoudynastins Bao Si, beskrivits som ett exempel på hur en kvinna kan leda till en dynastis fall. 